# Prub
Prub popř. Prupt (rusky Пруб, Прупт) je řeka v Komiské republice v Rusku. Je dlouhá 163 km. Plocha povodí měří 3230 km².

## Průběh toku
Pramení na severovýchodním okraji vysočiny Severní Úvaly a teče uprostřed lesů. Ústí zleva do Severní Keltmy (povodí Vyčegdy).

## Vodní režim
Zdrojem vody jsou převážně sněhové srážky. Průměrný roční průtok vody ve vzdálenosti 61 km od ústí činí přibližně 18 m³/s.